# Piano Akritas
Il Piano Akritas (in greco Σχέδιο Ακρίτας?), era un documento interno dell'organizzazione segreta greco-cipriota "EOK" (conosciuta principalmente come organizzazione Akritas) che fu scritto nel 1963 e rivelato pubblicamente nel 1966. Comportava l'indebolimento dei turco-ciprioti nel governo di Cipro e di conseguenza l'unione (enosis) di Cipro con la Grecia. Secondo i turco-ciprioti, il piano era un "progetto per il genocidio", ma i greco-ciprioti sostennero che si trattasse di un piano difensivo.

## Contesto
Cipro, un'isola situata nel Mar Mediterraneo orientale, nel corso della sua storia è stata governata da diversi conquistatori. Alla fine del XIX secolo, l'Impero ottomano consegnò Cipro all'Impero britannico. Il nazionalismo greco e turco tra le due maggiori comunità dell'isola (costituita da quattro quinti da greci e un quinto da turchi) crebbe, alla ricerca degli obiettivi contrapposti. I greci chiedevano l'enosis (unione di Cipro alla Grecia) mentre i turchi miravano al taksim (spartizione dell'isola). Nel 1955, l'EOKA, un gruppo guerrigliero paramilitare, dichiarò la sua lotta contro gli inglesi.
Nel 1960, gli inglesi si arresero e cedettero il potere ai greci e ai turco-ciprioti. Fu creata una costituzione per la condivisione dei poteri per la nuova Repubblica di Cipro includendo sia la componente turca sia quella greco-cipriota. Furono scritti tre trattati per garantire l'integrità e la sicurezza della nuova repubblica: il Trattato di Costituzione, il Trattato di Garanzia e il Trattato di Alleanza. Cipro, secondo la costituzione, doveva diventare una repubblica indipendente con un presidente greco-cipriota e un vicepresidente turco-cipriota, con la piena condivisione dei poteri tra turchi e greco-ciprioti.

## Organizzazione e piano Akritas
L'organizzazione Akritas (o EOK) era un gruppo segreto guidato da membri di spicco della comunità greco-cipriota, alcuni dei quali erano ministri di gabinetto. Fu costituita nel 1961 o 1962, alla vigilia della creazione della Repubblica di Cipro, e mirava a raggiungere l'enosis. Si formò su comando del presidente arcivescovo Makarios, con i con ruoli chiave di Glafkos Klerides, Tassos Papadopoulos e Polycarpos Georgadjis. I guerriglieri erano reclutati da ex membri dell'EOKA. A eccezione dei comunisti, che furono esclusi nella lotta dell'EOKA, l'organizzazione nutriva sentimenti ostili per i greco-ciprioti che non accettavano Makarios come loro leader, inclusi gli ultranazionalisti che rifiutavano gli accordi Londra-Zurigo. L'EOK aveva sorprendenti somiglianze con l'EOKA, dalla struttura e divisione all'etimo, e anche il suo nome era stato coniato per assomigliare a quello dell'EOKA. Un'esercitazione militare congiunta fu eseguita nel residenza presidenziale sul monte Troodos, insieme alla greca ELDYK nel 1962; altre esercitazioni militari su scala ridotta si svolsero anche nel 1962 e nel 1963.
Il piano era un documento interno che fu rivelato pubblicamente nel 1966 dal quotidiano greco-cipriota pro-Grivas Patris come risposta alle critiche dei media pro-Makarios. Esso forniva un percorso su come modificare unilateralmente la costituzione della Repubblica di Cipro, senza il consenso turco-cipriota, e per dichiarare l'enosis con la Grecia. Poiché ci si aspettava che i turco-ciprioti si sarebbero opposti e si sarebbero ribellati al piano, si formò un gruppo paramilitare di diverse migliaia di uomini che avviò la sua formazione. Secondo la copia del piano, consisteva in due sezioni principali, una che delineava le tattiche esterne e l'altra quelle interne. La tattica esterna indicava come il primo obiettivo di un attacco il Trattato di Garanzia, con la dichiarazione che non era più riconosciuto dai greco-ciprioti. Se il Trattato di Garanzia fosse stato abolito, non ci sarebbero stati gli ostacoli legali all'enosis, la quale si sarebbe realizzata attraverso un plebiscito.
Non è noto chi sia l'autore del piano o fino a che punto Makarios vi fosse impegnato. Frank Hoffmeister cita lo storico Tzermias per sostenere l'idea che Makarios non avesse nulla a che fare con il piano, ma Hoffmeister menziona John Reddaway ed Etrekun, sostenendo che Makarios avesse approvato il piano. Il piano era firmato dal "Capo Akritas" (Αρχηγός Ακρίτας). Secondo Hoffmeister, il piano fu redatto dal ministro degli Interni, Polycarpos Georgadjis. Angelos Chrysostomou, nella sua tesi di dottorato, scrive che Glafkos Klerides e Christodoulos Christodoulou, un membro di spicco dell'organizzazione Akritas, indicavano Tassos Papadopoulos come l'autore del documento. C'è anche polemica su quando il documento sia stato formulato, ma risulta come più probabile il periodo che va verso la fine del 1963.

## Eventi di Cipro del 1963
Nel novembre 1963, il leader greco-cipriota Makarios propose tredici emendamenti per cambiare la costituzione. Le proposte ricordano la prima parte del piano Akritas.
La sanguinosa violenza del Natale portò alla morte di 364 turco-ciprioti e 174 greco-ciprioti. Le forze dell'organizzazione Akritas presero parte ai combattimenti. Circa un quarto dei turco-ciprioti, più o meno 25.000, fuggirono dalle loro case e dalle loro terre e si trasferirono nelle enclavi.

## Polemiche e opinioni
Le fonti greco-cipriote accettarono l'autenticità del piano Akritas, ma persistono controversie sul suo significato e sulle sue implicazioni. È oggetto di dibattito se il piano sia stato effettivamente attuato da Makarios. Frank Hoffmeister ha scritto che la somiglianza tra le azioni militari e politiche previste nel piano e intraprese nella realtà era "sorprendente". Secondo Paul Sant-Cassia, il piano "aveva la pretesa di proiettare un piano di pulizia etnica", parallelamente alla percezione turco-cipriota che gli eventi del 1963-1964 facessero parte di una politica di sterminio. Le narrazioni nazionaliste turco-cipriote hanno presentato il piano come un "progetto di genocidio", ed è ampiamente percepito tra i turco-ciprioti come un piano di sterminio. Il Ministero degli Affari Esteri turco definisce il piano una "cospirazione per sciogliere la Repubblica di Cipro, in fasi e metodi predeterminati, e per realizzare l'unione di Cipro con la Grecia".
Secondo lo studioso Niyazi Kızılyürek, tuttavia, il significato dato in seguito al piano era sproporzionato, "stupido" e poco pratico che ricevette più attenzione di quanto meritasse a causa della propaganda. Ha affermato che in conformità al piano, le truppe ELDYK avrebbero dovuto agire, cosa che non avvenne, e portò Georgadjis a gridare "traditori!" davanti al loro accampamento. Chiamando il piano "infame", lo studioso Evanthis Hatzivassiliou ha scritto che l'obiettivo di una rapida vittoria indicava "la confusione e il pio desiderio della parte greco-cipriota in quel momento cruciale".